# ميغيل رامون إيزكويردو
ميغيل رامون إيزكويردو هو محامي وسياسي إسباني، ولد في 8 ديسمبر 1919 في بلنسية في إسبانيا، وتوفي بنفس المكان في 17 سبتمبر 2007. نشط حزبياً في Valencian Union ‏.

## مناصب
- انتخب عمدة بلنسية  [لغات أخرى]‏ (1 فبراير 1976 – 1 أبريل 1979).
- انتخب عضو المحاكم الفرانكوية  [لغات أخرى]‏ (4 ديسمبر 1973 – 30 يونيو 1977).
- انتخب عضو المحاكم الفرانكوية  [لغات أخرى]‏ خلال فترته النيابية ‏ (14 ديسمبر 1973 – 30 يونيو 1977).
- في الانتخابات العمومية الإسبانية 1986 [الإنجليزية]‏، انتخب عضو مجلس النواب الإسباني  [لغات أخرى]‏ عن دائرة بلنسية [الإنجليزية]‏ خلال فترته النيابية  [لغات أخرى]‏ (14 يوليو 1986 – 2 سبتمبر 1989).
- في الانتخابات العمومية الإسبانية 1982 [الإنجليزية]‏، انتخب عضو مجلس النواب الإسباني  [لغات أخرى]‏ عن دائرة بلنسية [الإنجليزية]‏ خلال فترته النيابية  [لغات أخرى]‏ (12 نوفمبر 1982 – 23 أبريل 1986).
- انتخب عمدة بلنسية  [لغات أخرى]‏ (4 ديسمبر 1973 – 1976).